# قبيلة البرانس

البرانس قبيلة مغربية بنواحي تازة، تابعة للمجال الجغرافي لإقليم تازة التابع لجهة فاس مكناس  تعود جذورها لقبيلة البرانس الأمازيغية القديمة.

## الموقع
يقع المجال الجغرافي لقبيلة البرانس شمال مدينة تازة وتحدها مجموعة من القبائل الأخرى وهي:
قبيلة مغراوية شرقا، وكل من كزناية ومرنيسة وصنهاجة غدو شمالا، وصنهاجة مصباح والحياينة غربا، والتسول ومكناسة جنوبا.

## أصل القبيلة وتسميتها
اختلف المؤرخون في أصل القبيلة وهذا الإختلاف نابع في أصله من اختلافهم حول أصل البربر (الأمازيغ) عموما. فقد جاء في صبح الاعشى في صناعة الإنشا أن النسابة اختلافوا في أصلهم فهناك من قال بأنهم يمانية جاؤوا المغرب بعد انهيار سد مأرب وهناك من قال بأنهم من نسل جالوت الذي قتله النبي داوود. وقسم بعضهم البربر إلى البرانس نسبة إلى جدهم برانس والبتر نسبة إلى مادغيس الأبتر على غرار النسابة العرب في تقسيمهم للعرب. ومن قبيلة البرانس التي تفرعت إلى عدة بطون بقيت البرانس الحالية شمال مدينة تازة بالمغرب.

## بطون القبيلة
لقبيلة البرانس الكبيرة عدة بطون وأفخاد ذكرها النسابون: وهي ازداجة واوريغة ومصمودة وكتامة وصنهاجة وعجيسة ووربة. كما أضاف سابق المطاطي وآخرون كلا من لمطة وهسكورة وكزولة إلى البرانس
ووربة هي القبيلة التي استقبلت إدريس الأول وساندته لنشر دعوته حتى أنه تزوج ابنة زعيمهم

## مقاومة الإستعمار
شاركت القبيلة في حصار فاس مع عدة قبائل مجاورة تحت قيادة الفقيه الحجامي، كما شكلت تحالفات عسكرية لمحاربة الفرنسيين عند هجومهم على تازة؛ وحتى بعد سقوط المدينة واصلت القبيلة مقاومتها للاحتلال. وتحت قيادة عبد الملك الذي كان يتلقى دعما ماديا من طرف الألمان عن طريق ألبيرت بارتلز واصلت القبيلة مقاومتها للمستعمر.

## أعلام القبيلة
من بين أشهر أبناء القبيلة:
- كسيلة وهو ملك وربة والبرانس، أسلم زمن أبي المهاجر دينار وثار على عقبة فقتله لحنقه عليه وذلك أن عقبة سعى إلى إذلاله[7]
- الأميرة كنزة الأوربية زوجة إدريس الأول.
- أحمد زروق فقيه مالكي.
- محمد ابن حمادة السبتي.